# Варнемюнде

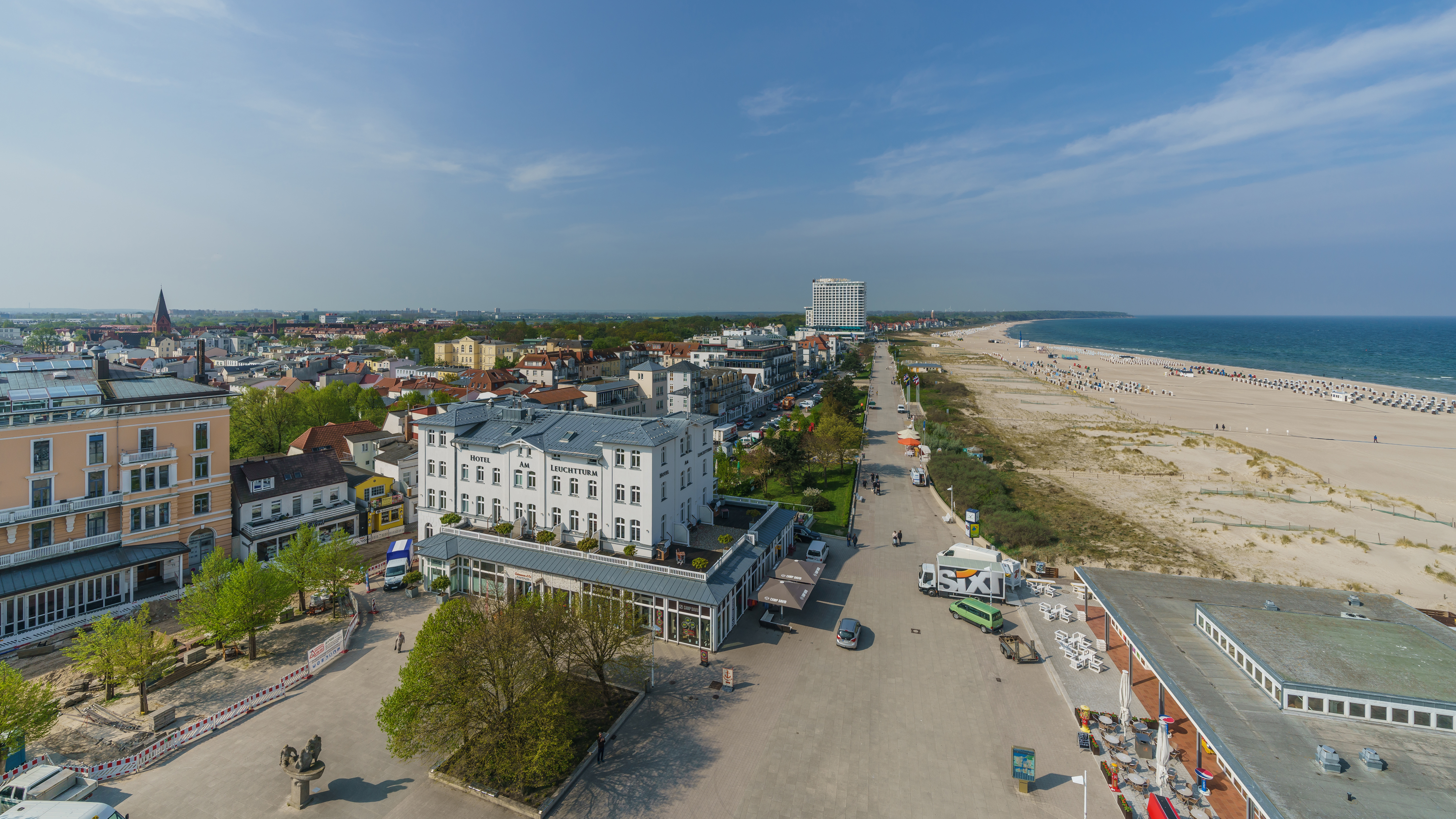
Приморский бульвар в Варнемюнде

Варнемюнде (нем. Warnemünde либо нем. Das Ostseebad Warnemünde) — курорт на Балтийском море в северной части города Ростока.
Район получил название по реке Варнов, впадающей здесь в Балтийское море. Песчаный пляж является самым большим балтийским пляжем Германии. Ежегодно в Варнемюнде проводится фестиваль парусных кораблей «Hanse Sail».

## История

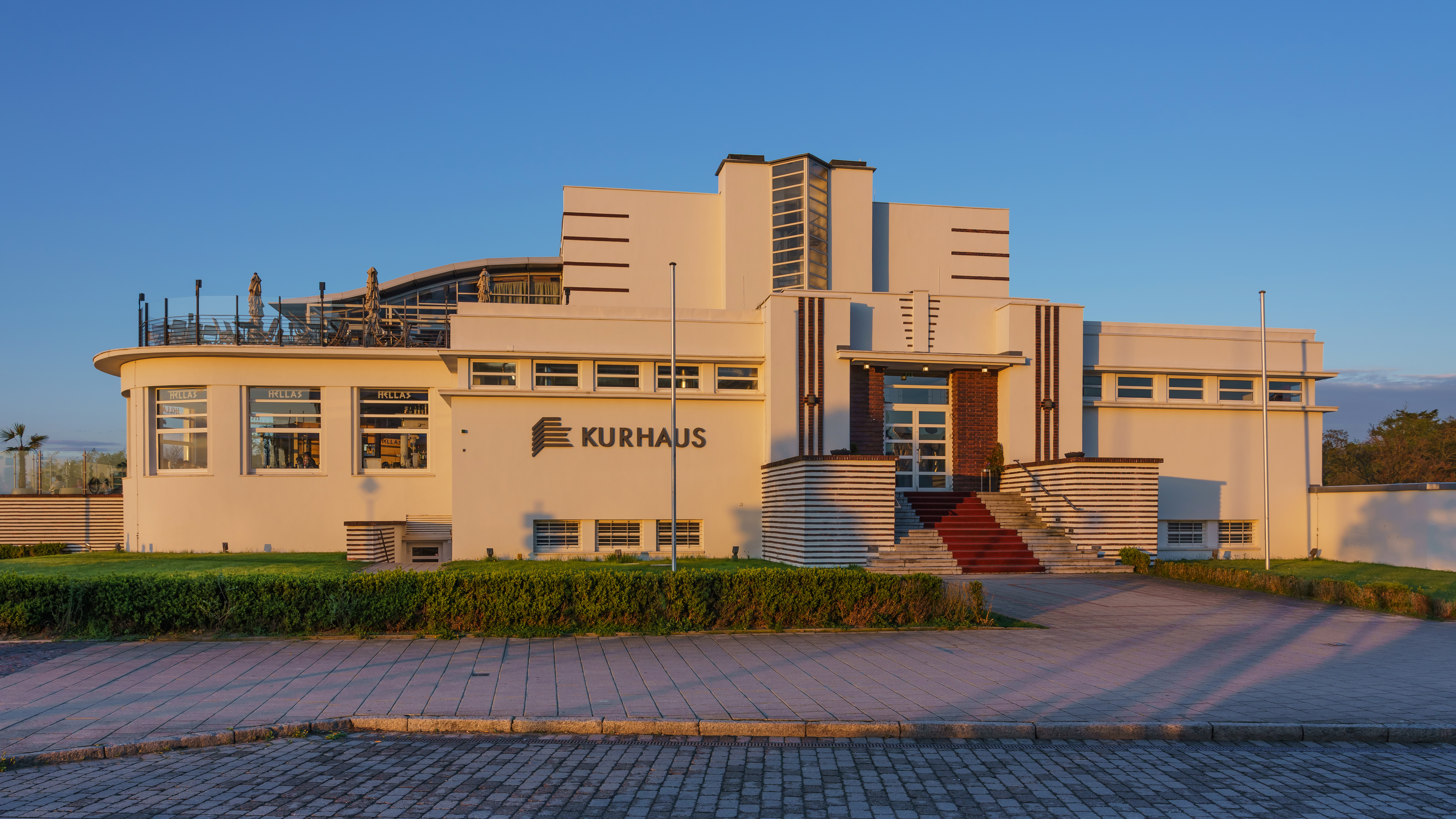
Курзал в Варнемюнде

Основанный около 1200 года, Варнемюнде первоначально был простым рыбацким посёлком и не имел какого-либо существенного значения для экономического и культурного развития региона. В 1323 году он потерял свой автономный статус, так как был приобретён городом Росток в целях защиты города и обеспечения его доступа к Балтийскому морю. Как популярный курорт начал формироваться только в XIX веке. Сейчас[когда?] численность населения составляет немногим более 8 тысяч человек.

## Экономика
Вся история Варнемюнде связана с рыболовством. Каждый день десятки шхун и баркасов выходят на промысел. Особенностью Варнемюнде является то, что большая часть рыбы продаётся тут же по прибытии в местный порт на рыбном рынке, расположенном на берегу канала «Старое русло» (нем. Alter Strom). В присутствии туристов и покупателей рыбу здесь чистят, потрошат и тут же коптят. Особой популярностью пользуются угорь, форель, сельдь, сёмга.
Важную экономическую роль для Варнемюнде в настоящее время играет один из крупнейших в Германии паромных терминалов, имеющих регулярное прямое высокоскоростное сообщение с портами Дании, Швеции, Норвегии, Финляндии. Финская компания Silja Line с 2004 года выполняет регулярные паромные перевозки между портом Росток и Санкт-Петербургом. Грузопассажирский паром Finnjet, который обслуживает маршрут, относится к «ледовому» классу морских судов и может одновременно принять на борт 1780 пассажиров и 400 легковых автомобилей.

## Достопримечательности

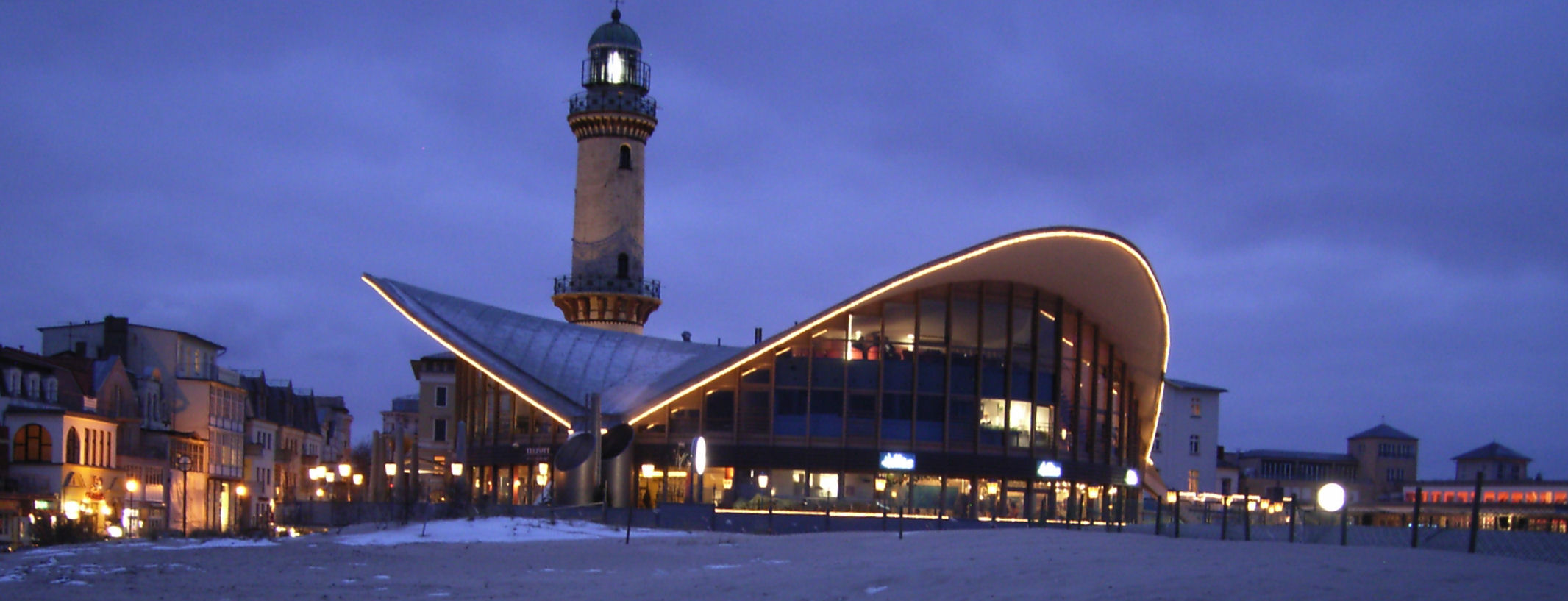
Маяк и ракушка «Теепотт» в Варнемюнде

- В морском порту Варнемюнде много навигационных сооружений. Среди них — действующий береговой маяк, расположенный на башне высотой около 37 метров. Построен в 1897 году.
- «Теепотт»[2] (нем. Teepott — «чайник») — сооружение рядом с маяком с необычно изогнутой крышей, любопытный пример архитектуры времён ГДР. Построено в 1960-е годы, реконструировано в 2002 году. В настоящее время в нём размещаются кафе и предприятия торговли.
- Набережная и пляж — удобное место для отдыха, пеших и велосипедных прогулок, купания. Благодаря удобному транспортному сообщению Варнемюнде превратился в место паломничества туристов из скандинавских стран. В ветреную погоду на пляже запускают воздушных змеев. Протяжённость пляжа составляет около 3 километров.